# La Bibliothèque de Babel
 (juin 2022).
Pour les articles homonymes, voir Babel.
La Bibliothèque de Babel est une nouvelle de Jorge Luis Borges publiée en 1941, puis en 1944 dans son célèbre recueil Fictions. Cette nouvelle est inspirée d'une nouvelle de Kurd Lasswitz intitulée La Bibliothèque universelle et publiée pour la première fois en 1904.

## Thème de la nouvelle
La nouvelle décrit une bibliothèque de taille gigantesque contenant tous les livres de 410 pages possibles (chaque page formée de 40 lignes d'environ 80 caractères)  et dont toutes les salles hexagonales sont disposées d'une façon identique. Les livres sont placés sur des étagères comprenant toutes le même nombre d'étages et recevant toutes le même nombre de livres. Chaque livre a le même nombre de pages et de signes. L'alphabet utilisé comprend vingt-cinq caractères (vingt-deux lettres minuscules, l'espace, la virgule et le point ;  cette dernière précision est insérée dans le texte de la nouvelle sous forme d'une note de l'éditeur, censé en avoir reçu le manuscrit authentique).
Cette bibliothèque contient tous les ouvrages déjà écrits ainsi que tous ceux à venir parmi un nombre immense de livres sans aucun contenu lisible (puisque chaque livre peut n'être constitué que d'une succession de caractères ne formant rien de précis dans aucune langue).
Cette nouvelle, une métaphore de la littérature, est profondément influencée par la kabbale.
Selon Borges, ou plutôt le narrateur, la bibliothèque est immense mais non infinie car le nombre de combinaisons possibles est lui-même fini ; il ajoute qu'il est absurde de supposer qu'elle s'arrête quelque part, et postule qu'elle pourrait être cyclique, en se répétant sans cesse, et donc infinie ; il conclut son récit par : « le désordre apparent, se répétant, constituerait un ordre, l'Ordre. Ma solitude se console à cet élégant espoir. »

## Postérité de la nouvelle
Le thème de la « Bibliothèque de Babel » a été réactualisé par le développement de l'informatique qui permet de composer toutes les suites possibles avec un nombre donné de caractères, dans la limite de l'explosion combinatoire.
Daniel Dennett imagine dans son ouvrage de 1995 Darwin's Dangerous Idea le « Toshiba de Babel » : 4 Mo de mémoire vive remplis de toutes les façons possibles et imaginables, parmi lesquelles forcément un certain nombre de noyaux de système d'exploitation parfaitement en ordre de marche. Dont tous les noyaux Linux passés, présents et à venir, tant qu'ils font moins de 4 Mo, ainsi que ceux de tous les Microsoft Windows sous la même condition.
David Deutsch, reprenant et généralisant une idée de Hugh Everett, démontre comment le concept de multivers issu de la mécanique quantique est à rapprocher du concept littéraire de Borges.
Il est possible de calculer le nombre de livres distincts présents dans la bibliothèque (voir l'article Combinatoire) : chaque livre comporte 410 pages, chaque page comporte 40 lignes et chaque ligne comporte 80 caractères, il existe 25 caractères différents. Donc le nombre de livres distincts est {\displaystyle 25^{(410\times 40\times 80)}\approx 1{,}956\times 10^{1834097}}. On peut remarquer que ce nombre est considérablement plus grand que le nombre d'atomes dans l'univers observable (environ 1080). Avec un nombre aussi grand (comportant plus 1 800 000 chiffres), le matériel informatique n'est pas en mesure de  stocker  cette bibliothèque. En revanche, il est possible d'engendrer des pages à la demande du lecteur. À cet effet, il faudrait plus d'un livre (environ 1,4 en l'occurrence) de la Bibliothèque de Babel pour écrire ce nombre.
Inspiré par la nouvelle de Borges, Jonathan Basile a créé le site Library of Babel afin de simuler partiellement la bibliothèque imaginée par Borges. L'algorithme sous-jacent à ce site permet de générer un livre (410 pages, 3 200 caractères par page) par la permutation des 26 lettres de l'alphabet, de la virgule, de l'espace et du point. Chaque livre détient un emplacement spécifique et fixe à l'intérieur d'un des hexagones de la bibliothèque (nom de l'hexagone, numéro du mur de cet hexagone, numéro d'étagère et numéro du livre). Contrairement à la bibliothèque « originale », cette version informatisée ne contient pas tous les livres possibles mais on y trouvera bien toutes les pages possibles (par exemple chacune des pages de la nouvelle de Borges, mais réparties dans différents livres). Selon l'auteur, sa bibliothèque contient environ 104677 livres .
Indépendamment de cette question, cette bibliothèque existerait-elle que la sélection des œuvres ayant un statut dans la littérature ne serait pas faisable. Comme le fait remarquer Paul Valéry (Variété V) :
« Dire qu'une chose est remarquable, c'est introduire un homme, une personne (…) qui fournit tout le remarquable de l'affaire. Que m'importe si je n'ai pas de billet que tel ou tel numéro sorte de l'urne ? Je ne suis pas « sensibilisé » à cet événement. Il n'y a point de hasard pour moi dans le tirage (…). Ôtez donc l'homme et son attente, tout arrive indistinctement, mais le hasard ne fait rien au monde - que de se faire remarquer… »
Ce conte, ainsi que la figure de Borges, ont inspiré à Umberto Eco la bibliothèque du monastère censée détenir l'ultime copie du tome 2 de la Poétique d'Aristote, ainsi que les traits de l'abbé bénédictin dans Le Nom de la rose.
La bibliothèque pourrait être entièrement contenue dans un seul livre doté d'un nombre extrêmement grand de pages, elles-mêmes extrêmement minces. Borges a lui-même prolongé cette idée dans sa nouvelle Le Livre de sable.
Borges a dirigé une collection de recueils du même nom : La Bibliothèque de Babel.

## Généralisation mathématique
W. V. Quine fait le constat, en considérant l'alphabet Morse, que deux symboles (blancs et noirs (points ou traits)) suffisent pour constituer une bibliothèque universelle :
« L'absurdité profonde de la chose nous saute maintenant aux yeux : une bibliothèque universelle  de deux volumes, contenant l'un un seul point et l'autre un trait. La répétition et l'alternance continues de ces deux éléments suffisent, nous le savons bien, pour transcoder toute et n'importe quelle vérité. » 